# Растовац (Грубишно Поље)
Растовац је насељено мјесто града Грубишног Поља, у Бјеловарско-билогорској жупанији, Република Хрватска.

## Географија
Растовац се налази око 11 км источно од Грубишног Поља.

## Становништво
Према попису становништва из 2011. године, насеље Растовац је имало 40 становника.
| Националност       | 1991. |
| Срби               | 58    |
| Хрвати             | 13    |
| Југословени        | 2     |
| остали и непознато | 69    |
| Укупно             | 142   |

| Демографија | Демографија | Демографија |
| Година      | Становника  | Становника  |
| ----------- | ----------- | ----------- |
| 1961.       | 316         |             |
| 1971.       | 266         |             |
| 1981.       | 207         |             |
| 1991.       | 142         |             |
| 2001.       | 63          |             |
| 2011.       |             | 40          |